# Премия Камоэнса
Премия Камоэнса (порт.  Prémio Camões) — крупнейшая литературная премия португалоязычных стран, названная в честь португальского поэта Луиса де Камоэнса.
Учреждена в 1988 году Фондом Национальной библиотеки Португалии и Департаментом национальной книги Бразилии и вручается ежегодно с 1989-го. Денежное вознаграждение лауреату составляет 100 тыс. евро.
Лауреатами за прошедшие годы были:
- 1989 — Мигел Торга,  Португалия
- 1990 — Жуан Кабрал де Мело Нето,  Бразилия
- 1991 — Жозе Кравейринья,  Мозамбик
- 1992 — Вержилио Феррейра,  Португалия
- 1993 — Ракел ди Кейрос,  Бразилия
- 1994 — Жоржи Амаду,  Бразилия
- 1995 — Жозе Сарамаго,  Португалия
- 1996 — Эдуарду Лоренсу,  Португалия
- 1997 — Пепетела (Артур Карлос Маурисио Пестана душ Сантуш),  Ангола
- 1998 — Антониу Кандиду[англ.],  Бразилия
- 1999 — София де Мелло Брейнер,  Португалия
- 2000 — Аутран Доураду,  Бразилия
- 2001 — Эужениу де Андраде,  Португалия
- 2002 — Мария Велья да Кошта[порт.],  Португалия
- 2003 — Рубен Фонсека,  Бразилия
- 2004 — Агуштина Беса-Луиш,  Португалия
- 2005 — Лижия Фагундес Телес,  Бразилия
- 2006 — Жозе Луандину Виейра,  Португалия/ Ангола
- 2007 — Антониу Лобу Антунеш,  Португалия
- 2008 — Жуан Убалду Рибейру,  Бразилия
- 2009 — Армениу Виейра,  Кабо-Верде[1][2][3][4]
- 2010 — Феррейра Гуллар,  Бразилия[5][6][7]
- 2011 — Мануэл Антониу Пина,  Португалия[8][9][10]
- 2012 — Далтон Тревизан,  Бразилия[11][12][13]
- 2013 — Миа Коуту,  Мозамбик[14][15][16][17]
- 2014 — Альберто да Коста-и-Сильва,  Бразилия[18][19][20]
- 2015 — Коррея, Элия,  Португалия[21][22][23]
- 2016 — Радуан Насар,  Бразилия[24][25][26]
- 2017 — Мануэл Алегре,  Португалия[27][28][29][30]
- 2018 — Жерману Альмейда,  Кабо-Верде[31][32][33][34][35]
- 2019 — Шику Буарки,  Бразилия[36][37][38]
- 2020 — Виктор Мануэл де Агиар и Силва[порт.],  Португалия[39][40][41]
- 2021 — Паулина Чизиане,  Мозамбик[42][43][44]
- 2022 — Силвиану Сантьягу,  Бразилия[45][46][47][48]
- 2023 — Жуан Барренту[порт.],  Португалия[49]
- 2024 — Аделия Праду,  Бразилия[50]